# Březová (okres Sokolov)
Březová (německy Prösau) je město v okrese Sokolov v Karlovarském kraji. Nachází se 3,5 km jižně od centra Sokolova. Žije zde přibližně 2 700 obyvatel. Městem se stala Březová roku 1960.

## Historie
Podle slovanského toponyma a rovněž původního oválného půdorysu návsi náležela ke starým sedlčanským osadám.
První písemná zmínka o obci pochází z roku 1353. V prameni z 25. listopadu 1353 jsou uvedeni bratři z Březové jako bruder die prezzerer. Roku 1370 je zaznamenán tvar Preysa, roku 1492 tvar Presa. Ve šlikovském urbáři z roku 1525 se nacházejí podoby Presau a Bresau.
V první polovině 17. století se stala Březová součástí majetku Nosticů. V té době měla vesnice 15 popisných čísel a 81 obyvatel. V druhé polovině 19. století a počátkem 20. století se začalo v okolí Březové rozvíjet dolování hnědého uhlí. Roku 1939 byla nedaleko Březové zahájena otvírka nového uhelného lomu Silvestr, který byl v provozu více než 40 let (těžba byla ukončena v roce 1981). V letech 1923 až 1925 byla vesnice elektrifikována a byl vybudován vodovod. Březová s okolními obcemi byla osvobozena jednotkami americké armády 7. května 1945. Poválečné období bylo v Březové i okolí složité. Po druhé světové válce došlo k odsunu německého obyvatelstva. V Březové zůstalo po odsunu jen šest rodin.
Na území Slavkovského lesa (tehdy ještě Císařského lesa) došlo budování vojenského výcvikového újezdu. Vedení armády doporučovalo umístění nových cvičišť do pohraničí, kde se po odsunu německého obyvatelstva uvolnily vhodné prostory a dosídlení neprobíhalo příliš úspěšně. Už od počátku byla zpochybňována volba zabíraného území. První návrh zabíraného území obsahoval jména 40 obcí, které se zcela či zčásti octnou ve vojenském prostoru. Nejvíce jich bylo v okrese Sokolov. Mezi kritiky plánu patřilo i vedení sokolovských dolů, které argumentovalo nutností zachování obcí Březová a Kamenice jako zázemí pro horníky. Po složitých jednáních došlo k vyjmutí těchto obcí z vojenského prostoru.
Po zrušení vojenského újezdu (1946 až 1954) se postupně v průběhu let několikrát měnil březovský katastr. Už v roce 1954 byly k Březové jako její části připojeny vesnice Kamenice a Lobzy a katastrální území zaniklé osady Paseka. K další integraci došlo roku 1960, kdy byla připojena vesnice Tisová.
Toho roku získal dosavadní místní národní výbor právo používat označení městský národní výbor a Březová se stala městem. Katastrální rozlohou největší integrace byla provedena v roce 1976. Dosud samostatná obec Kostelní Bříza byla připojena k Březové i s řadou území a vesnic, kterými byly již zaniklé osady Bystřina, Krásná Lípa, Týmov, Ostrov, Smrkovec a Dolní a Horní Žitná. Rovněž částmi Březové se staly v roce 1976 vesnice Arnoltov a Rudolec spolu s již zaniklou osadou Studánka.
Roku 1979 byl udělen městu znak, který byl v roce 1993 pozměněn. Tento znak nazýváme mluvící znak, jehož březový list vyjadřuje název města, černá pata štítu připomíná těžbu uhlí. Roku 2001 získalo město prapor.
Roku 1869 byla Březová osada obce Dolní Rychnov v okrese Falknov, roku 1880 osada obce Tisová, v letech 1890–1910 obec v okr. Falknov, v letech 1921–1930 obec v okrese Falknov nad Ohří, od roku 1950 obec v okrese Sokolov.
V roce 2004 zahájilo město stavbu hřbitova a následovala stavba multifunkční pohřební kaple v irském stylu. Ta byla dokončena v roce 2020. V dubnu 2021 byla kaple doplněna o vysvěcený zvon, který vznikl v dílnách Marie Tomáškové-Dytrychové v Brodku u Přerova.
Stavba kaple v Březové zvítězila v roce 2021 v celostátní soutěži v kategorii „Utváření veřejného prostoru“. Z vítězů všech kategorií pak hodnotitelská komise vybrala celkového vítěze soutěže „Komunální projekt roku 2021“. Rovněž tuto cenu získala kaple v Březové.

## Přírodní poměry
Březová se rozkládá u severního okraje Slavkovského lesa, severní část města již v Sokolovské pánvi.
Horninové podloží je tvořeno v jižní části žulami a pararulami, v severní části třetihorními sedimenty.
Jižně od města se nad vesnicí Kamenicí zvedá Vrch u kaple (659 m), jihovýchodně na zaniklou osadou Paseka Pasecký vrch (743 m).
Městem protéká potok Tisová (nazývaný též Březovský potok), který přitéká od Paseckého vrchu údolím podél silnice z Lobzů.

## Obyvatelstvo
Při sčítání lidu v roce 1921 zde žilo 122 obyvatel, všichni německé národnosti, kteří se hlásili k římskokatolické církvi.
Z malé zemědělské vesničky se postupně stávalo město. V letech 1948–1952 zde zahájily dolnorychnovské sklárny výstavbu domků pro rodiny svých zaměstnanců. Nové byty tak získalo 102 rodin. K 31. prosince 1952 již měla Březová 700 obyvatel. Ve výstavbě pokračovaly i sokolovské doly, tenkrát Hnědouhelné doly a briketárny v Sokolově, které museli zajistit ubytování pro horníky. Výrazně se totiž zvýšila těžba uhlí pro nově vznikající úpravárenský komplex s třídírnou uhlí a briketárnou a rovněž pro tehdy největší československou elektrárnu Tisovou, které musela ustoupit celá vesnice Tisová. Jejich první stavbou byl internát a domovy pracujících. Až do vybudování provizorní školy v budově internátu navštěvovaly děti školu v Dolním Rychnově. Teprve 31. srpna 1958 byla Březové slavnostně předána novostavba osmileté školy, která slouží svému účelu od 1. září 1958.
| Rok            | 1869 | 1880 | 1890 | 1900 | 1910 | 1921 | 1930 | 1950 | 1961  | 1970  | 1980  | 1991  | 2001  | 2011  |
| -------------- | ---- | ---- | ---- | ---- | ---- | ---- | ---- | ---- | ----- | ----- | ----- | ----- | ----- | ----- |
| Počet obyvatel | 92   | 115  | 118  | 120  | 108  | 122  | 127  | 244  | 2 954 | 2 835 | 2 719 | 2 357 | 2 388 | 2 277 |
| Počet domů     | 17   | 18   | 18   | 18   | 18   | 19   | 19   | 52   | 277   | 236   | 297   | 307   | 314   | 329   |

| Rok            | 1869  | 1880  | 1890  | 1900  | 1910  | 1921  | 1930  | 1950  | 1961  | 1970  | 1980  | 1991  | 2001  | 2011  |
| -------------- | ----- | ----- | ----- | ----- | ----- | ----- | ----- | ----- | ----- | ----- | ----- | ----- | ----- | ----- |
| Počet obyvatel | 4 986 | 4 966 | 4 720 | 4 688 | 4 876 | 4 864 | 5 119 | 1 292 | 3 575 | 3 307 | 3 096 | 2 717 | 2 781 | 2 625 |
| Počet domů     | 781   | 814   | 815   | 791   | 778   | 773   | 800   | 198   | 337   | 337   | 397   | 424   | 439   | 473   |

## Doprava a turistika
Pravidelná místní autobusová doprava mezi Sokolovem a Březovou byla zavedena až roku 1952. Jižním okrajem mimo obytné území obce prochází dálnice D6 se silničním sjezdem do Březové a Tisové.
V okolí Březové byly u zaniklých obcí a osad osazeny informační tabule na poznávacím okruhu Zaniklé obce Březovska. Na trase o celkové délce 63,5 km, která je rozdělena na dvě části, je na informačních panelech prezentován historický vývoj okolních zaniklých sídel. Na panelech jsou rovněž mapy s vyznačením převážně zaniklých sídel. Texty jsou doplněny dobovými fotografiemi.

## Pamětihodnosti
- Venkovská usedlost čp. 10

## Partnerská města
- Pausa-Mühltroff, Německo

## Části města
- Březová (k. ú. Březová u Sokolova)
- Arnoltov (k. ú. Arnoltov a Studánka u Březové)
- Kamenice (k. ú. Kamenice u Březové a Paseka u Březové)
- Kostelní Bříza (k. ú. Kostelní Bříza, Bystřina, Krásná Lípa u Březové, Ostrov u Březové, Smrkovec u Březové a Žitná u Březové)
- Lobzy (k. ú. Lobzy u Březové)
- Rudolec (k. ú. Rudolec u Březové)
- Tisová (k. ú. Tisová u Sokolova)

V letech 1950–1959 k městu patřila i Novina.

## Fotogalerie

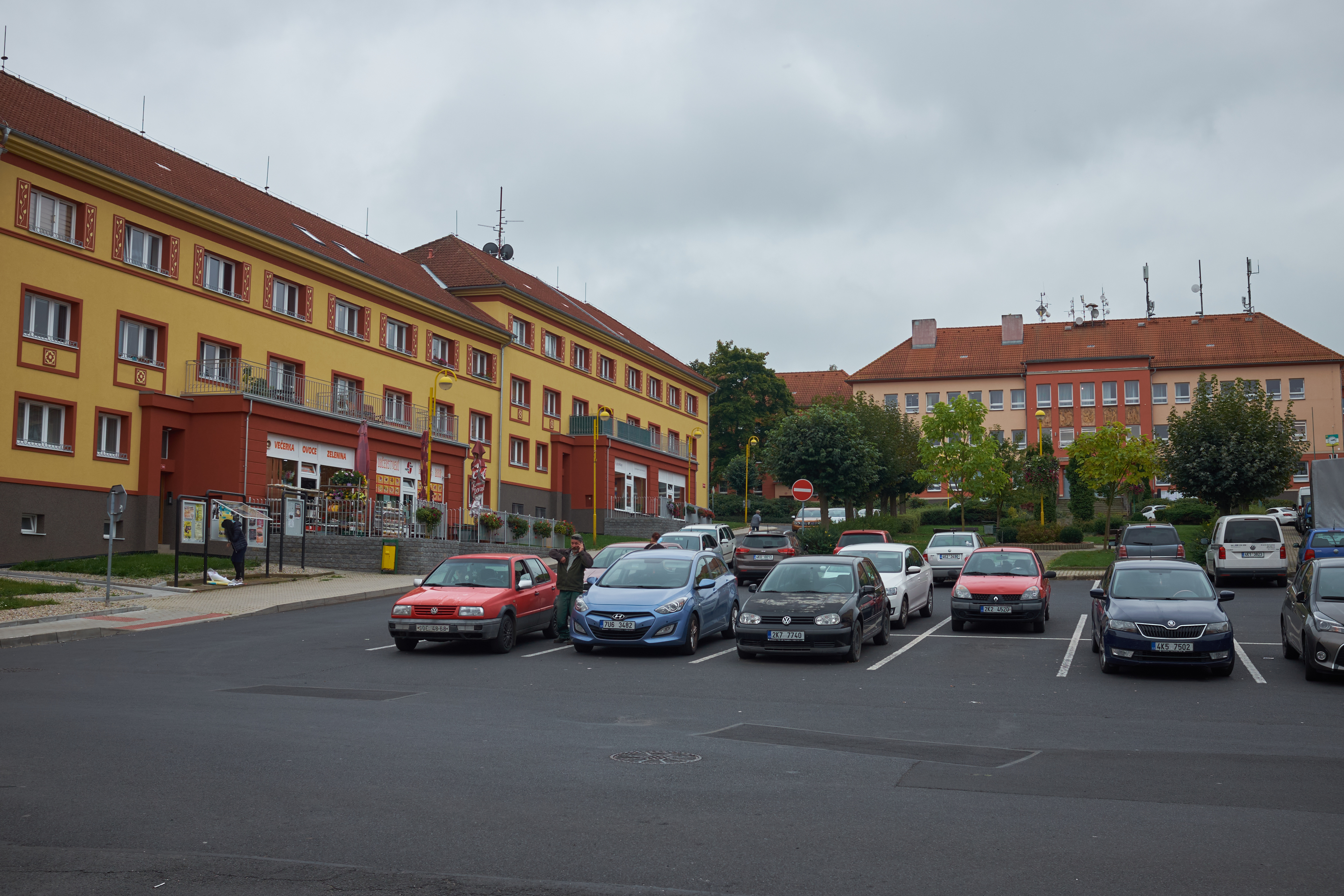
Náměstí Míru
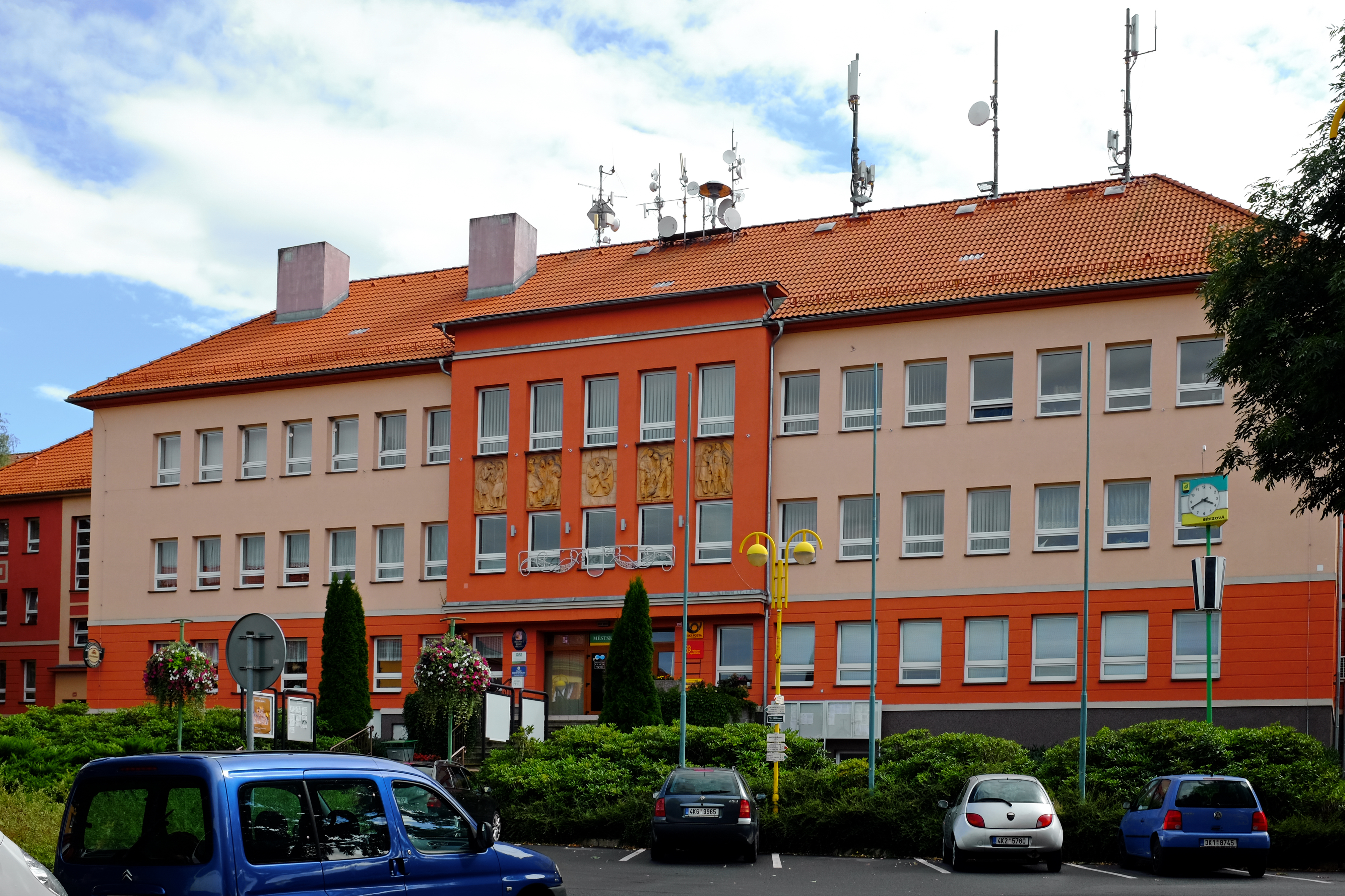
Městský úřad
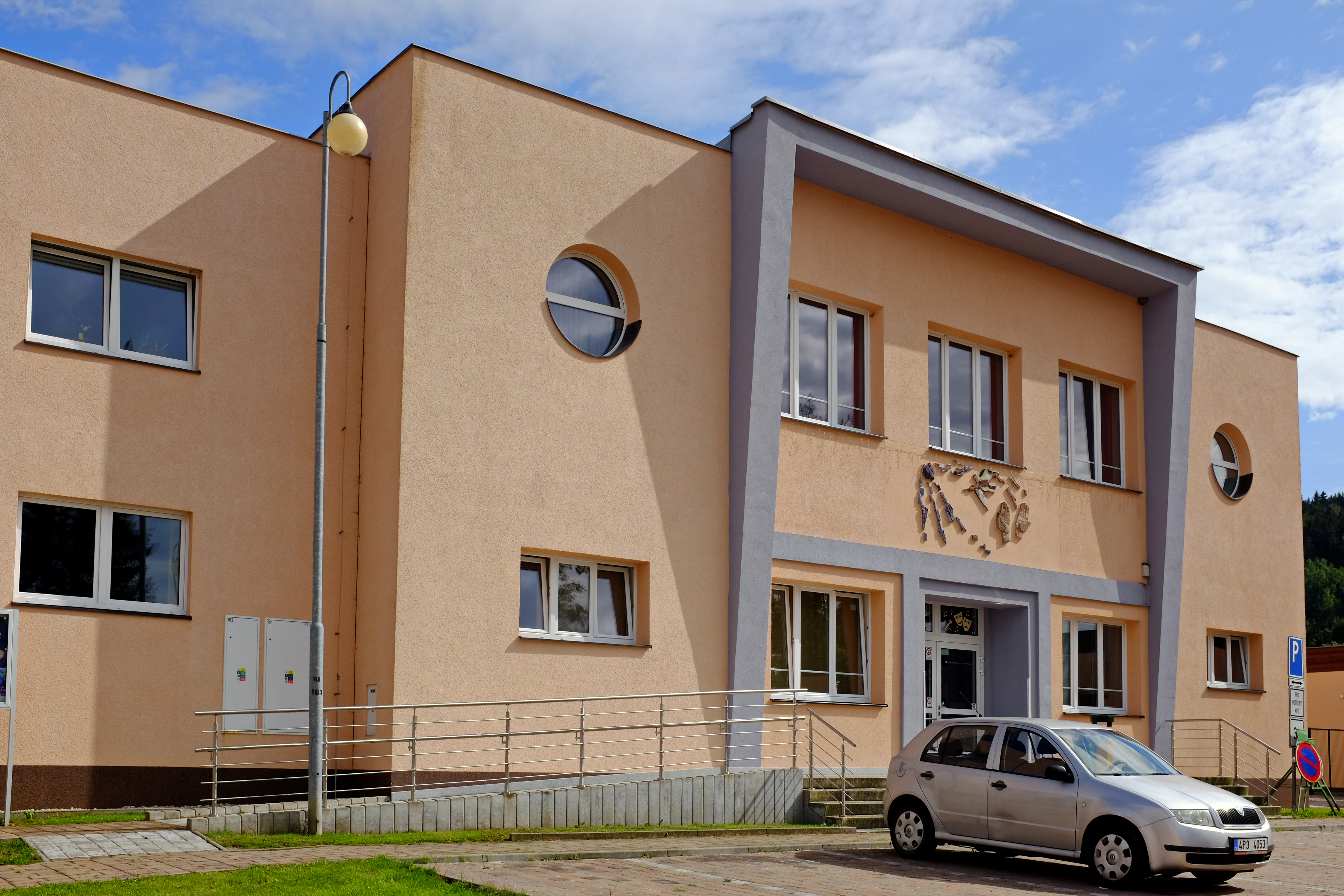
Kulturní dům
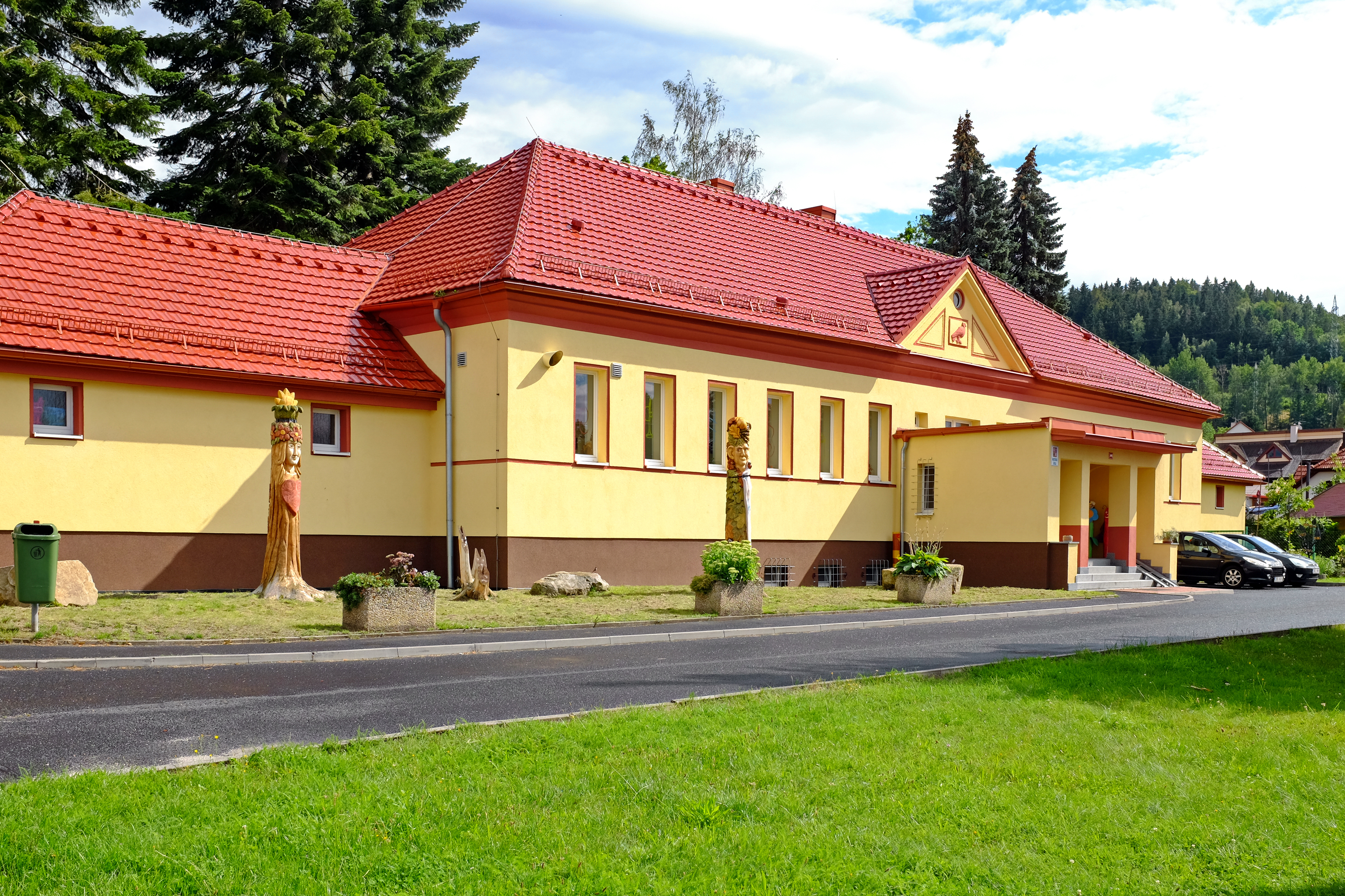
Mateřská škola
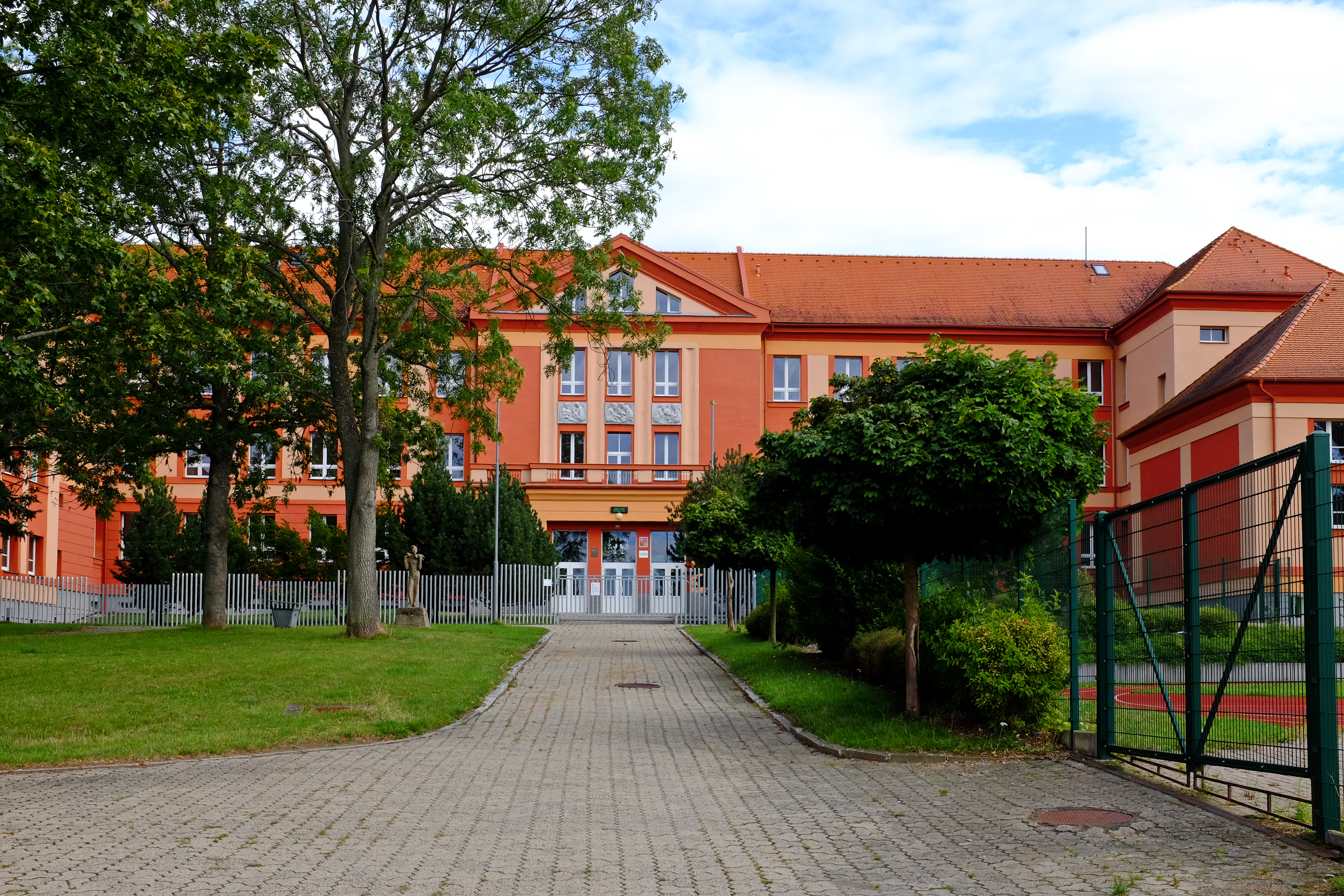
Základní škola
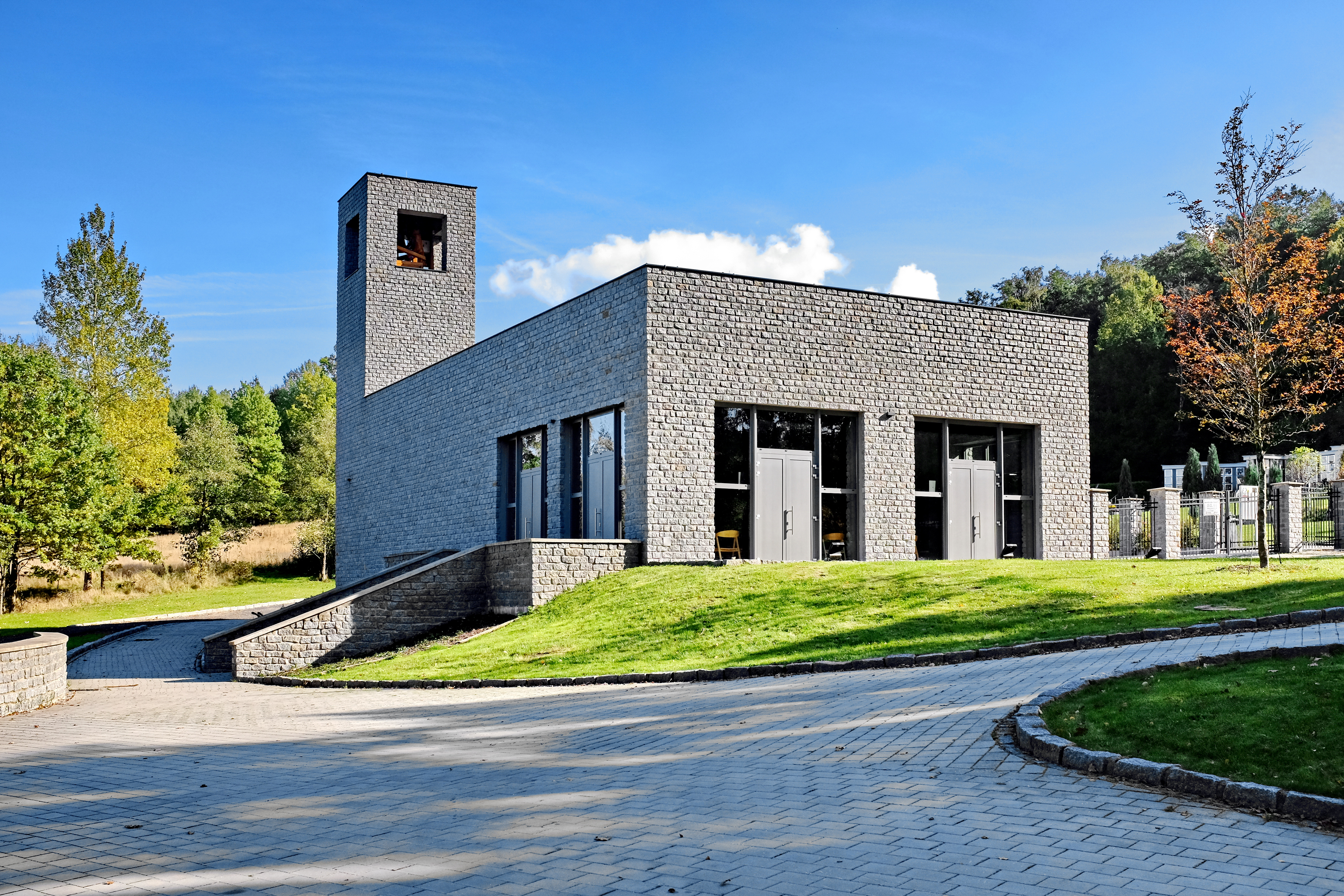
Smuteční multifunkční kaple
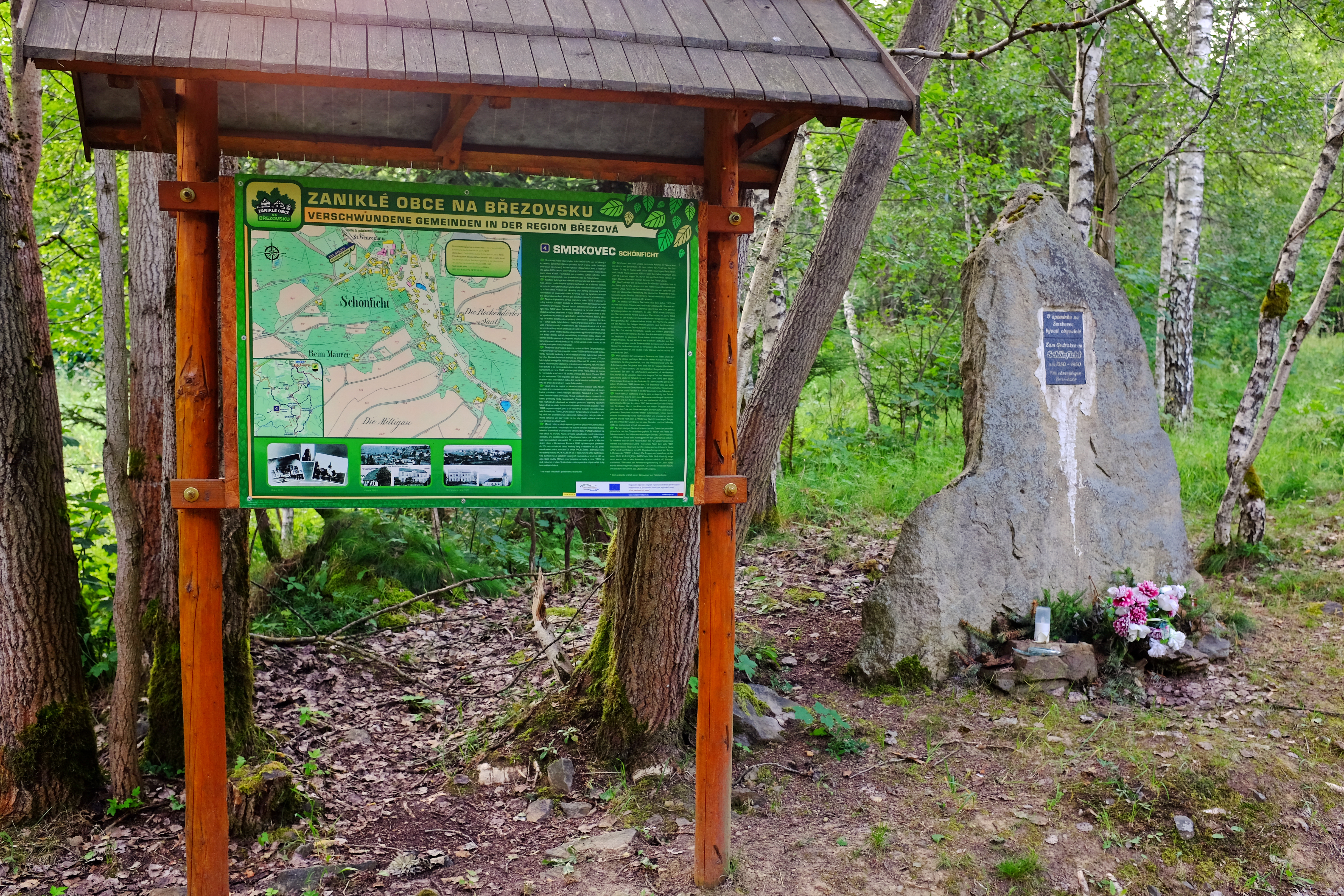
Infopanel zaniklého Smrkovce